# 西點 (密西西比州)
西點（英語：West Point）是一個位於美國密西西比州克萊縣的城市。根據2010年美國人口普查，該地共人口11,307人，而該地的面積約為54.60平方千米。同時該地也是克萊縣的縣治。

## 地理
西點的座標為33°36′22″N 88°39′09″W / 33.60611°N 88.65250°W，而該地的平均海拔高度為68米（即223英尺）。